# UGC 52
UGC 52 es una galaxia espiral localizada en la constelación de Piscis.